# Речной (Ярославская область)
Речной — посёлок в Ярославском районе Ярославской области России. 
В рамках организации местного самоуправления входит в Карабихское сельское поселение; в рамках административно-территориального устройства включается в Карабихский сельский округ. 

## География
Расположен на реке Которосль, в 15 км к юго-западу от центра города Ярославль. На востоке примыкает к селу Карабиха.

## Население
| 2007 | 2010 |
| ---- | ---- |
| 363  | ↗370 |